# Synaphea rangiferops
Synaphea rangiferops är en tvåhjärtbladig växtart som beskrevs av Alexander Segger George. Synaphea rangiferops ingår i släktet Synaphea och familjen Proteaceae. Inga underarter finns listade i Catalogue of Life.